# Monroe (Caroline du Nord)
Pour les articles homonymes, voir Monroe.
La ville de Monroe est le siège du comté d'Union, situé en Caroline du Nord, aux États-Unis.

## Démographie
| 1850 | 1860 | 1870  | 1880  | 1890  | 1900  |
| ---- | ---- | ----- | ----- | ----- | ----- |
| 204  | 239  | 1 144 | 1 564 | 1 866 | 2 427 |

| 1910  | 1920  | 1930  | 1940  | 1950   | 1960   |
| ----- | ----- | ----- | ----- | ------ | ------ |
| 4 082 | 4 084 | 6 100 | 6 475 | 10 140 | 10 882 |

| 1970   | 1980   | 1990   | 2000   | 2010   | - |
| ------ | ------ | ------ | ------ | ------ | - |
| 11 282 | 12 639 | 16 127 | 26 228 | 32 797 | - |